# Caroline Graham (Schriftstellerin)
Caroline Graham (* 17. Juli 1931 in Nuneaton, Warwickshire) ist eine englische Krimi-Schriftstellerin.

## Leben
Nach dem Tod ihrer Mutter wurde sie im Alter von 6 bis 13 Jahren von ihrem Vater allein aufgezogen. Mit 14 verließ sie die Schule und arbeitete in verschiedenen Fabrikjobs. 1953 bis 1955 war sie bei der Marine, bevor sie heiratete und auf dem zweiten Bildungsweg einen Magister in Theaterwissenschaft erwarb. Über die Theaterarbeit kam sie in den 1970er Jahren als Journalistin zu Radio und Fernsehen. Ab 1977 schrieb sie auch mehrere Hörspielepisoden und Drehbücher.
Seit 1982 schreibt sie Romane. Ihre bekanntesten Werke sind die Kriminalromane mit Detective Chief Inspector Barnaby. Ihr erstes Barnaby-Buch Die Rätsel von Badger's Drift wurde von der britischen Vereinigung der Krimi-Schriftsteller CWA unter die 100 besten Krimis gewählt und 1989 mit dem Macavity Award ausgezeichnet. Ihre Krimis spielen im ländlichen England in der Tradition von Agatha Christies Miss Marple. 
Ihre Bücher wurden ab 1997 erfolgreich vom britischen Sender ITV als Fernsehserie verfilmt; Caroline Graham selbst schrieb eines der Drehbücher. Den ersten Folgen lagen noch ihre Geschichten zugrunde, danach wurde die Serie mit John Nettles in der Hauptrolle als Midsomer Murders eigenständig fortgesetzt und beläuft sich mittlerweile auf über 130 Folgen. Die Fernsehserie wurde weltweit ein Exportschlager und in vielen Ländern ein Erfolg. Die deutschen Rechte liegen beim ZDF.

## Werke

### DCI Barnaby
- Die Rätsel von Badger’s Drift (The Killings at Badger’s Drift, 1987)
- Requiem für einen Mörder (Death of a Hollow Man, 1989, auch unter dem Titel Eine kleine Nachtmusik erschienen)
- Ein böses Ende (Death in Disguise, 1992)
- Blutige Anfänger (Written in Blood, 1994)
- Treu bis in den Tod (Faithful unto Death, 1997)
- Ein sicheres Versteck (A Place of Safety, 1999)
- Nur wer die Wahrheit sieht (A Ghost in the Machine, 2004)

### Andere
- Fire Dance (1982, Liebesroman, nicht auf Deutsch erschienen)
- Der Neid des Fremden (The Envy of the Stranger, 1984, Krimi)
- BMX Star Rider (1985, Jugendbuch, nicht auf Deutsch erschienen)
- BMX’ers Battle It Out (1985, Jugendbuch, nicht auf Deutsch erschienen)
- Murder at Madingley Grange (1990, nicht auf Deutsch erschienen)

## Fernsehserie
Inspector Barnaby (Midsomer Murders): Buchverfilmungen
- The Killings at Badger’s Drift (Tod in Badger’s Drift) – Drehbuch: Anthony Horowitz, Regie: Jeremy Silberston
- Written in Blood (Blutige Anfänger) – Drehbuch: Anthony Horowitz, Regie: Jeremy Silberston
- Death of a Hollow Man (Requiem für einen Mörder) – Drehbuch: Caroline Graham, Regie: Jeremy Silberston
- Faithful unto Death (Treu bis in den Tod) – Drehbuch: Douglas Watkinson, Regie: Baz Taylor
- Death in Disguise (Ein böses Ende) – Drehbuch: Douglas Watkinson, Regie: Baz Taylor

siehe: Midsomer Murders